# 原過
原过（?—?），战国初期晋国赵氏的家臣。
赵襄子得罪了智瑶，退保晋阳（今山西省太原市）。原过跟随他，中途落后，据说在王泽（今山西省新绛县东南）附近，看见三个人，只能看见腰带以上。给原过二节竹筒，两头封着。说：“为我们把这个给赵毋恤。”原过赶上后，告知赵襄子。赵襄子斋戒三日，亲自剖开竹筒，里面有朱书：“赵毋恤，我是霍泰山山阳侯的天使。三月初八丙戌日，我们会帮你消灭智氏。你也该在百邑为我立庙，我将赐给你林胡之地。至于后世，你的后代有个高大之王，面色赤黑，龙面而嘴，浓鬓粗眉，胸脯宽大，下身修长上身魁伟，左衽穿甲骑马，占有龙门以北的黄河两岸土地，以至休溷诸貉等族，南伐晋国其他城邑别，北灭黑姑族。”赵襄子再拜，接受三神之令。消灭智氏后，于是赵氏北有代，南并知氏，强于韩、魏。于是在百邑为三神立庙，派原过主持对霍泰山的祭祀。